# 微形草科
微形草科（学名：Lepuropetalaceae）是卫矛目的一个科，只有一属（微形草属）一种（微形草，Lepuropetalon spathulatum），主要分布在美国南部，墨西哥和智利部分地区。
微形草是小型草本植物，单叶对生，肉质，一年生，有褐色条纹，无托叶；花单独生长在花茎顶端，花瓣5。
1981年的克朗奎斯特分类法将其列在梅花草属中，放在虎耳草科内，1998年根据基因亲缘关系分类的APG 分类法认为应该单独分出一个科，没有放入任何目中，直接在I类真蔷薇分支之下，但可以选择性地和梅花草科合并，2003年经过修订的APG II 分类法将其列在卫矛目下，仍然认为可以选择性地和梅花草科合并。